# Jusqu'au bout de la nuit
Pour plus de détails, voir Fiche technique et Distribution.
Jusqu'au bout de la nuit est un film français réalisé par Gérard Blain et sorti en 1995.

## Synopsis
François, la soixantaine, est libéré après une longue incarcération et retrouve les siens à Lyon. Éternel révolté contre la société et ses lois, son nouvel et grand amour pour Maria, une jeune femme à la dérive, mère d’une fillette, le pousse à se procurer rapidement de l’argent. François va commettre des exactions qui vont définitivement le perdre.   

## Point de vue de la critique
- Jean-François Rauger[2] : « Le film épouse minutieusement le déroulement d’une tragédie déjà inscrite. Jusqu’au bout de la nuit fonctionne sur l’essentiel : une mise en scène épurée, qui dépouille chaque situation de tout artifice théâtral. Trois plans (des armes et une cagoule qui passe de mains en mains, trois hommes marchant dans la nuit vers le casino de Deauville, un car de gendarmerie qui passe) suffisent à condenser toute la violence d’un hold-up. Gérard Blain construit, à coup d’ellipses foudroyantes, un objet qui ne ressemble à rien, quelque chose comme le croisement de La Grande Évasion (High Sierra) de Raoul Walsh et de L’Argent de Robert Bresson. À la précision des plans et de leur agencement se superpose le discours d’un héros qui exalte un illégalisme désespéré dont l’expression préfère souvent la maladresse à l’habileté, parfois l’antipathie à la sympathie immédiate. Loin de tout naturalisme et de toute psychologie, le film rejoint l’économie de la série B et sa faculté de synthèse, lorsqu’elle est portée par une véritable intelligence. »

## Fiche technique
- Titre : Jusqu'au bout de la nuit
- Titre original : Jusqu'au bout de la nuit
- Réalisation : Gérard Blain
- Scénario : Gérard Blain, Marie-Hélène Bauret
- Musique : Tarik Benouarka
- Direction de la photographie : Daniel Gaudry
- Décors : Vincent Mateu-Ferreur
- Costumes : Daphnée Arneuve
- Son : Jean-François Mabire, Éric Tisserand
- Montage : Catherine Taieb
- Pays d'origine :  France
- Langue de tournage : français
- Tournage extérieur : Lyon, Deauville
- Producteur : Frédéric Marboeuf
- Sociétés de production : Rhône-Alpes Cinéma, DB Films
- Sociétés de distribution : AMLF, Noblesse Oblige Distribution
- Format : couleur — 1.66:1 — 35 mm
- Genre : drame
- Durée : 80 minutes
- Date de sortie : France : 13 septembre 1995

## Distribution
- Gérard Blain : François
- Anicée Alvina : Maria
- Gamil Ratib : Rousseau
- Paul Blain : Christian
- Frédéric Marboeuf : Serge
- Pierre Blain : Benoît
- Sylvia Jeanjacquot : l’avocate

## Distinction
- Festival international du film du Caire (Cairo International Film Festival) 1995 : présentation hors compétition.